# Miss Athléta
Miss Athléta née Maria Zachritz est une artiste de cirque et haltérophile belge née le 20 avril 1869 à Anvers et morte le 11 novembre 1927 à Bruxelles.

## Biographie
Elle commence à s'entraîner à l’âge de 18 ou 20 ans, puis fait ses débuts à Bruxelles, puis à Londres. Elle s’y confronte à Josephine Blatt (Minerva) et Victoria, qu’elle surclasse lors d’une représentation. Dans sa tournée des villes européennes, elle se produit au Cirque d'Hiver de Paris. Pour rendre ses mouvements plus impressionnants mais aussi plus concrets pour son audience peu connaisseuse des poids de musculation, elle utilise des objets courants comme des tonneaux ou des êtres vivants (hommes ou chevaux), qu’elle soulève avant de faire des tours de piste ou d'autres démonstrations. Son numéro est décrit comme remarquable et « valant le détour » par le journaliste du New York Herald.
Elle prend sa retraite en 1905.
Elle a trois filles, Anna, Louise et Brada, qui suivent ses traces et se produisent toutes les trois ensemble, notamment aux Folies Bergère ; les journaux spécialisés ne manquent pas de comparer leurs mensurations et leurs performances.

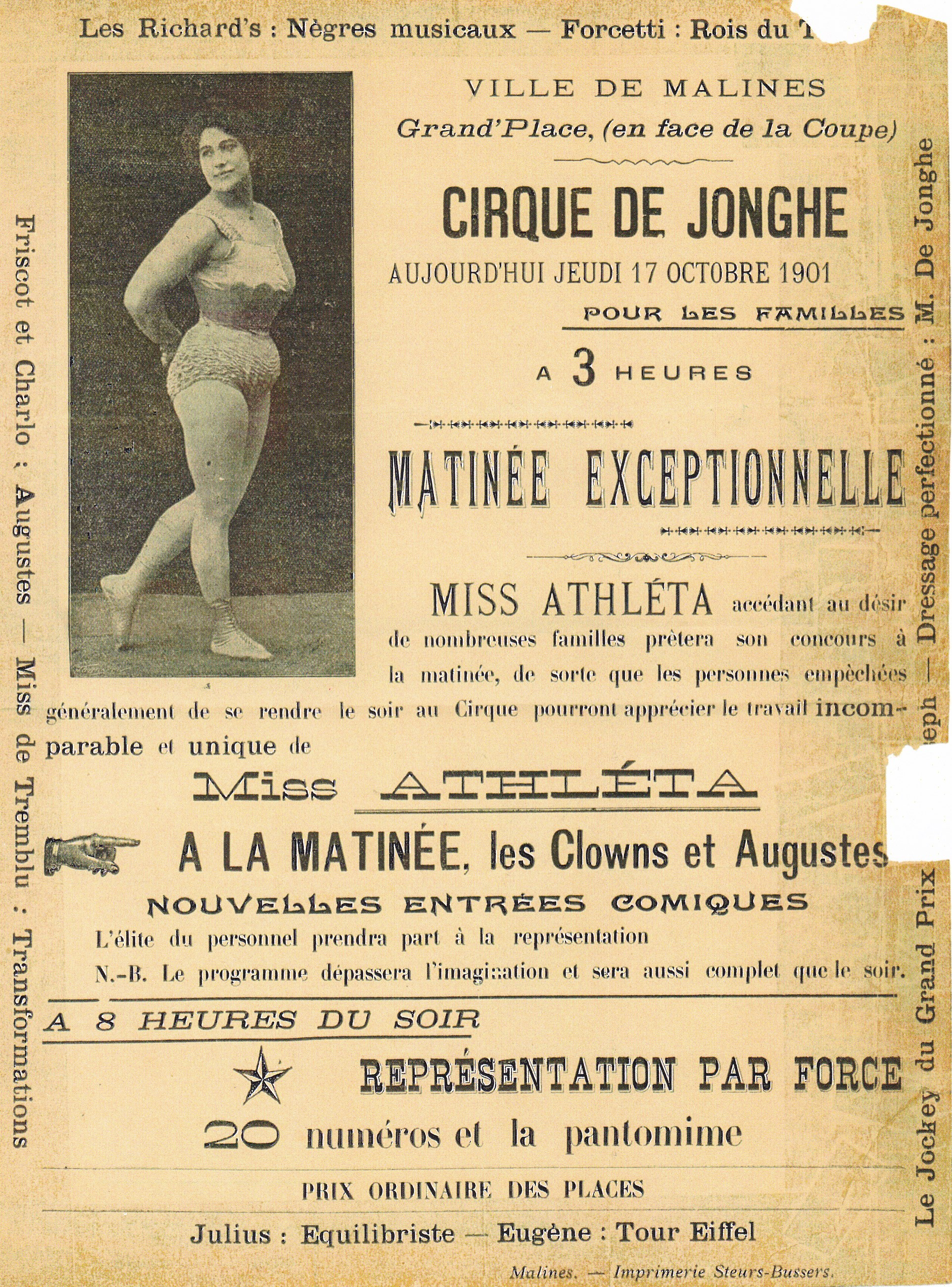
Prospectus pour une représentation à Malines.
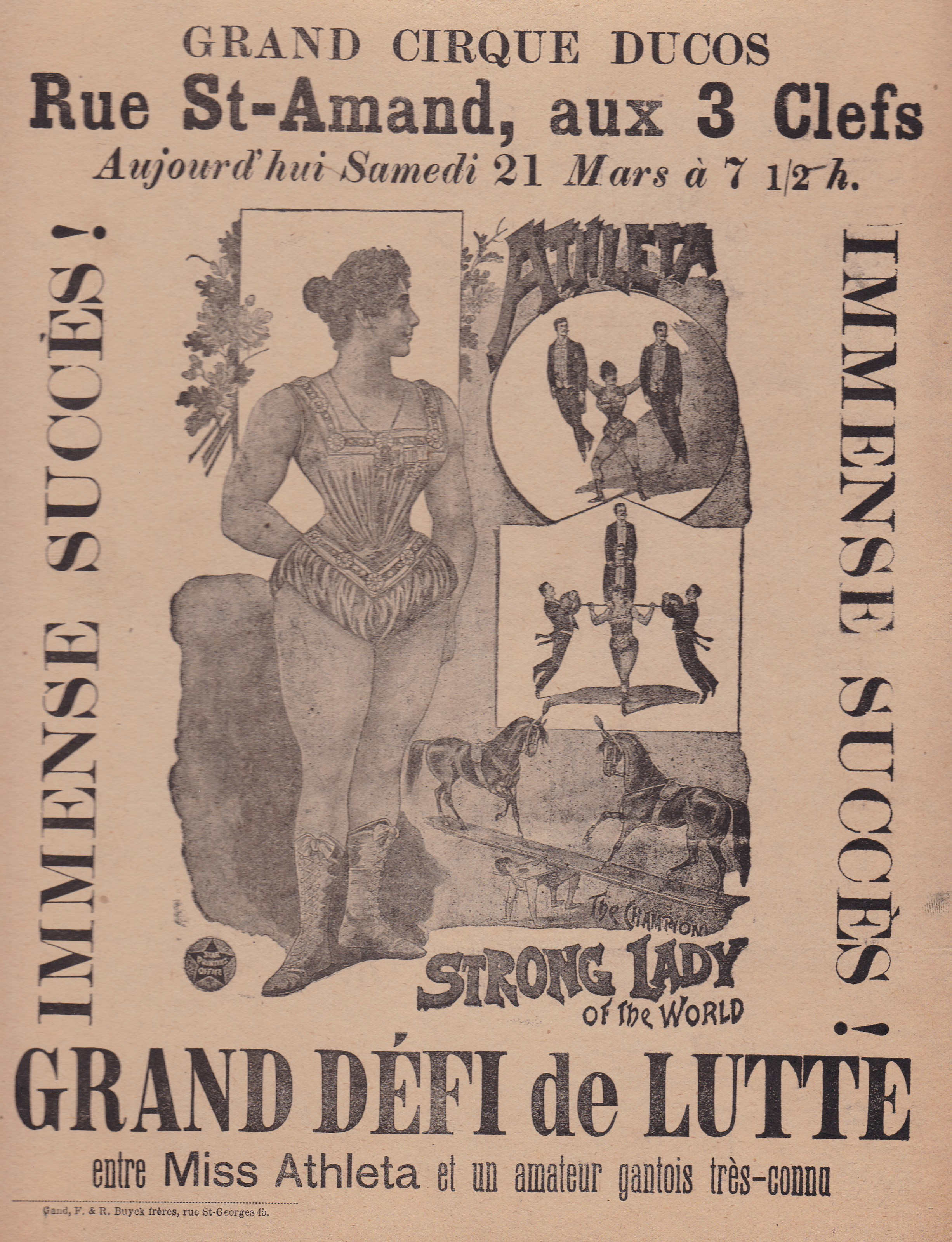
Publicité pour une représentation à Gand.
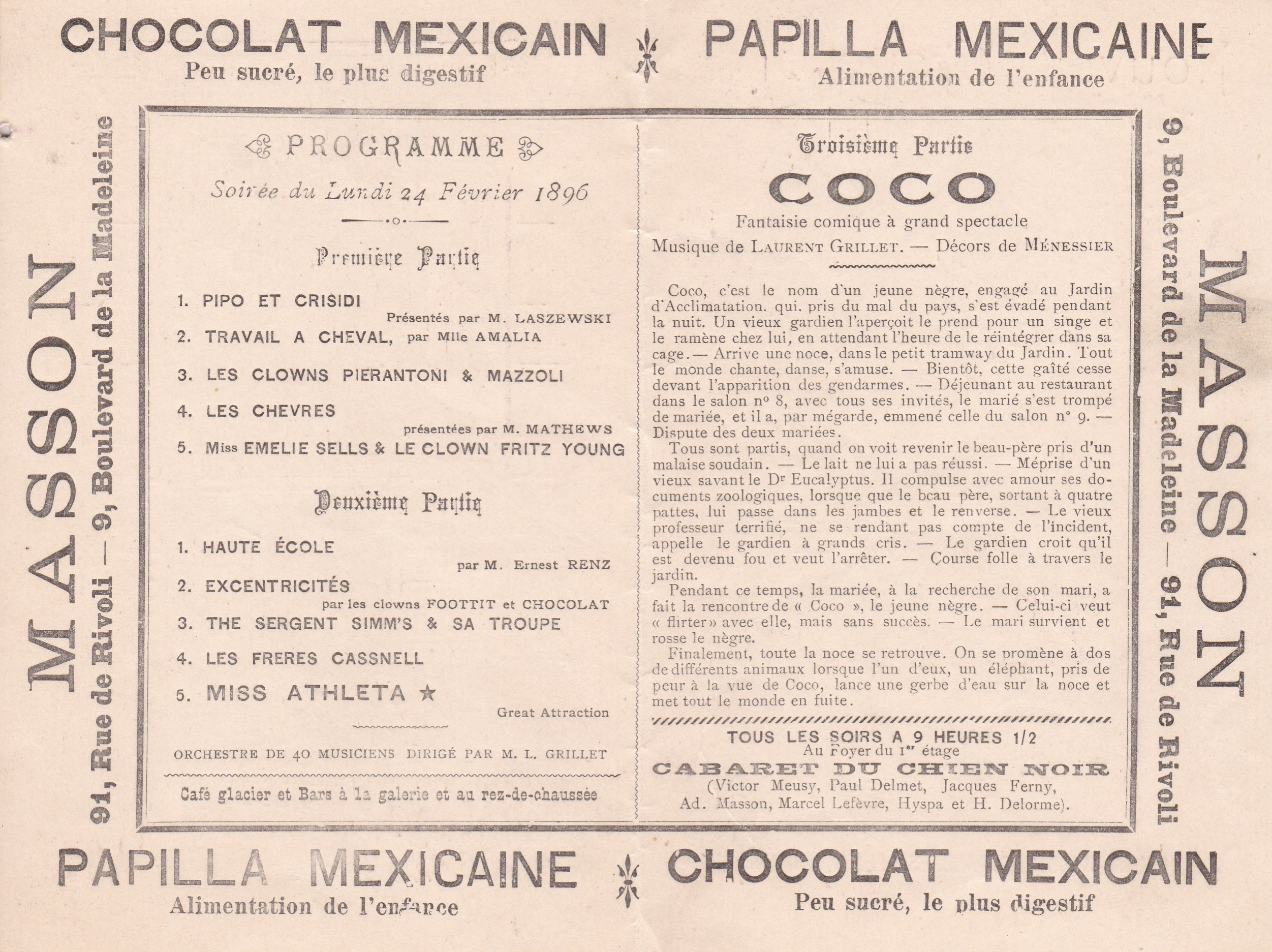
Programme du Nouveau Cirque de Paris, 1896.

## Postérité
En 2020, il est question de donner le nom de Miss Athléta à une rue de Saint-Nicolas, où elle s’était installée, mais la proposition est finalement rejetée.